# Kijimadaira
Kijimadaira (木島平村, Kijimadaira-mura) est un village du district de Shimotakai, dans la préfecture de Nagano au Japon.

## Géographie

### Démographie
Au 1er juin 2016, la population s'élevait à 4 542 habitants répartis sur une superficie de 99,32 km2.